# تاریخ تنیس
تاریخ تنیس به چندین قرن پیش برمی‌گردد و از یک بازی ساده به ورزشی جهانی و محبوب تبدیل شده است. ریشه‌های آن به اواخر قرن دوازدهم در فرانسه برمی‌گردد، جایی که بازی‌ای به نام "jeu de paume" (بازی کف دست) انجام می‌شد. در ابتدا، بازیکنان از دستان خود برای ضربه زدن به توپ به دیوار استفاده می‌کردند، اما به مرور زمان، آن‌ها شروع به استفاده از دستکش و در نهایت راکت کردند.

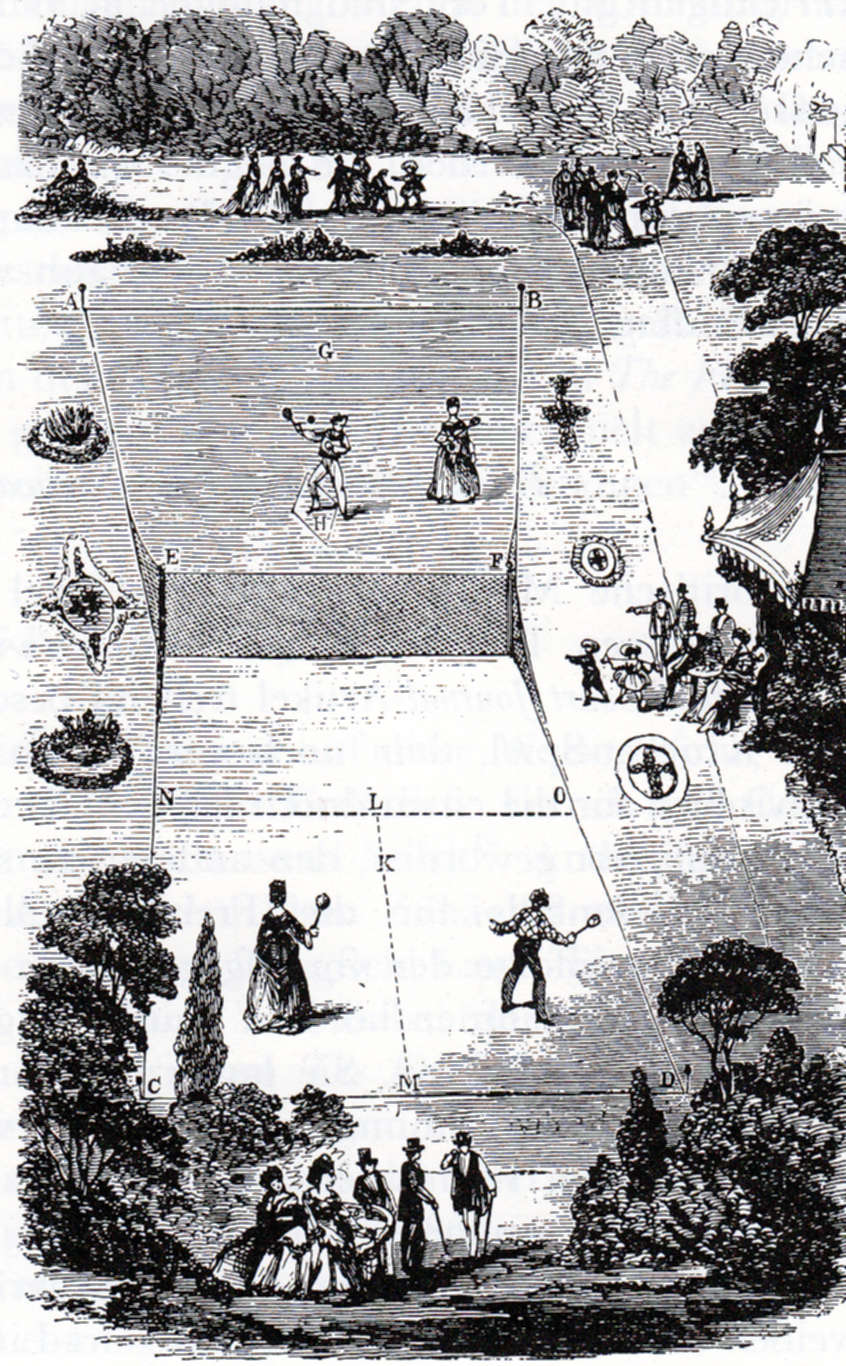
طراحی زمین تنیس روی چمن که در ابتدا توسط سرگرد والتر کلوپتون وینگفیلد در سال ۱۸۷۴ طراحی شد.

تا قرن شانزدهم، این بازی به انگلستان گسترش یافت و به "تنیس واقعی" معروف شد. این نسخه در فضای داخلی و با قوانین پیچیده‌ای بازی می‌شد، به طوری که بازیکنان توپ را به دیوارها و بالای یک تور می‌زدند. این بازی یکی از سرگرمی‌های محبوب سلطنتی‌ها، از جمله پادشاه هنری هشتم بود. با این حال، این بازی با تنیس مدرن تفاوت‌های زیادی داشت، زیرا در یک زمین با ابعاد و ویژگی‌های خاصی بازی می‌شد.
تحول به تنیس مدرن که امروز می‌شناسیم، در اواخر قرن نوزدهم آغاز شد. در سال ۱۸۷۳، مردی انگلیسی به نام والتر کلاپتون وینگفیلد نسخه‌ای از این بازی را که می‌توانست در فضای باز بر روی چمن بازی شود، ثبت اختراع کرد. او آن را "Sphairistikè" نامید و این بازی با تور و راکت‌ها، مشابه تنیس مدرن، انجام می‌شد. این بازی به سرعت محبوبیت پیدا کرد و در سال ۱۸۷۷، اولین مسابقات ویمبلدون برگزار شد که آغاز تنیس رقابتی بود.
ویمبلدون اکنون قدیمی‌ترین مسابقات تنیس در جهان است و یکی از چهار تورنمنت گرند اسلم، در کنار اوپن ایالات متحده، اوپن فرانسه و اوپن استرالیا به شمار می‌رود. این تورنمنت‌ها اوج این ورزش هستند و بهترین بازیکنان از سرتاسر جهان را جذب می‌کنند.
در اوایل قرن بیستم، تنیس به رشد خود ادامه داد و قوانین آن استاندارد شد. فدراسیون بین‌المللی تنیس روی چمن (ILTF) در سال ۱۹۱۳ برای مدیریت این ورزش و سازماندهی مسابقات بین‌المللی تأسیس شد. اولین جام دیویس، یک مسابقه تیمی بین‌المللی، در سال ۱۹۰۰ برگزار شد که به ترویج این ورزش در سطح جهانی کمک کرد.
دهه‌های ۱۹۶۰ و ۱۹۷۰ برای تنیس دهه‌های مهمی بودند، زیرا این ورزش شروع به پذیرش حرفه‌ای‌گری کرد. قبل از این زمان، بسیاری از بازیکنان آماتور بودند و نمی‌توانستند از این ورزش درآمد کسب کنند. عصر باز (Open Era) در سال ۱۹۶۸ آغاز شد و به بازیکنان حرفه‌ای اجازه داد تا در تورنمنت‌های گرند اسلم شرکت کنند. این تغییر منجر به افزایش محبوبیت این ورزش شد و ستاره‌هایی مانند راد لیور، بیلی جین کینگ و آرتور اش به نام‌های آشنا تبدیل شدند.
بیلی جین کینگ به‌ویژه تأثیرگذار بود و برای برابری جنسیتی در ورزش‌ها تلاش کرد. مسابقه معروف او به نام "نبرد جنس‌ها" در برابر بابی ریگز در سال ۱۹۷۳ توجه زیادی را جلب کرد و به ارتقای تنیس زنان کمک کرد. امروزه، بازیکنان زن مانند سرنا ویلیامز و نائومی اوزاکا همچنان نسل بعدی را الهام می‌بخشند.
با پیشرفت تنیس، فناوری و روش‌های آموزشی آن نیز تغییر کرد. راکت‌ها سبک‌تر و قوی‌تر شدند و بازیکنان شروع به استفاده از تکنیک‌ها و استراتژی‌های پیشرفته برای بهبود بازی خود کردند. معرفی سیستم‌های الکترونیکی برای داوری، مانند هاوک‌آی، نیز نحوه قضاوت مسابقات را تغییر داده و بازی را عادلانه‌تر و دقیق‌تر کرده است.
تنیس اکنون ورزشی جهانی است که میلیون‌ها طرفدار و بازیکن از تمام سنین دارد. این ورزش بر روی سطوح مختلفی از جمله چمن، خاک رس و زمین‌های سخت بازی می‌شود که هر کدام چالش‌های خاص خود را دارند. این ورزش به ترویج تناسب اندام، استقامت ذهنی و ورزش‌کاری کمک می‌کند و فعالیتی عالی برای نوجوانان به شمار می‌رود.
امروزه، تنیس تنها درباره رقابت نیست؛ بلکه درباره جامعه و ارتباط نیز هست. بسیاری از مدارس و باشگاه‌ها برنامه‌های تنیس را ارائه می‌دهند و جوانان را تشویق می‌کنند تا راکت را بردارند و از بازی لذت ببرند. 